# Teoria potencjału

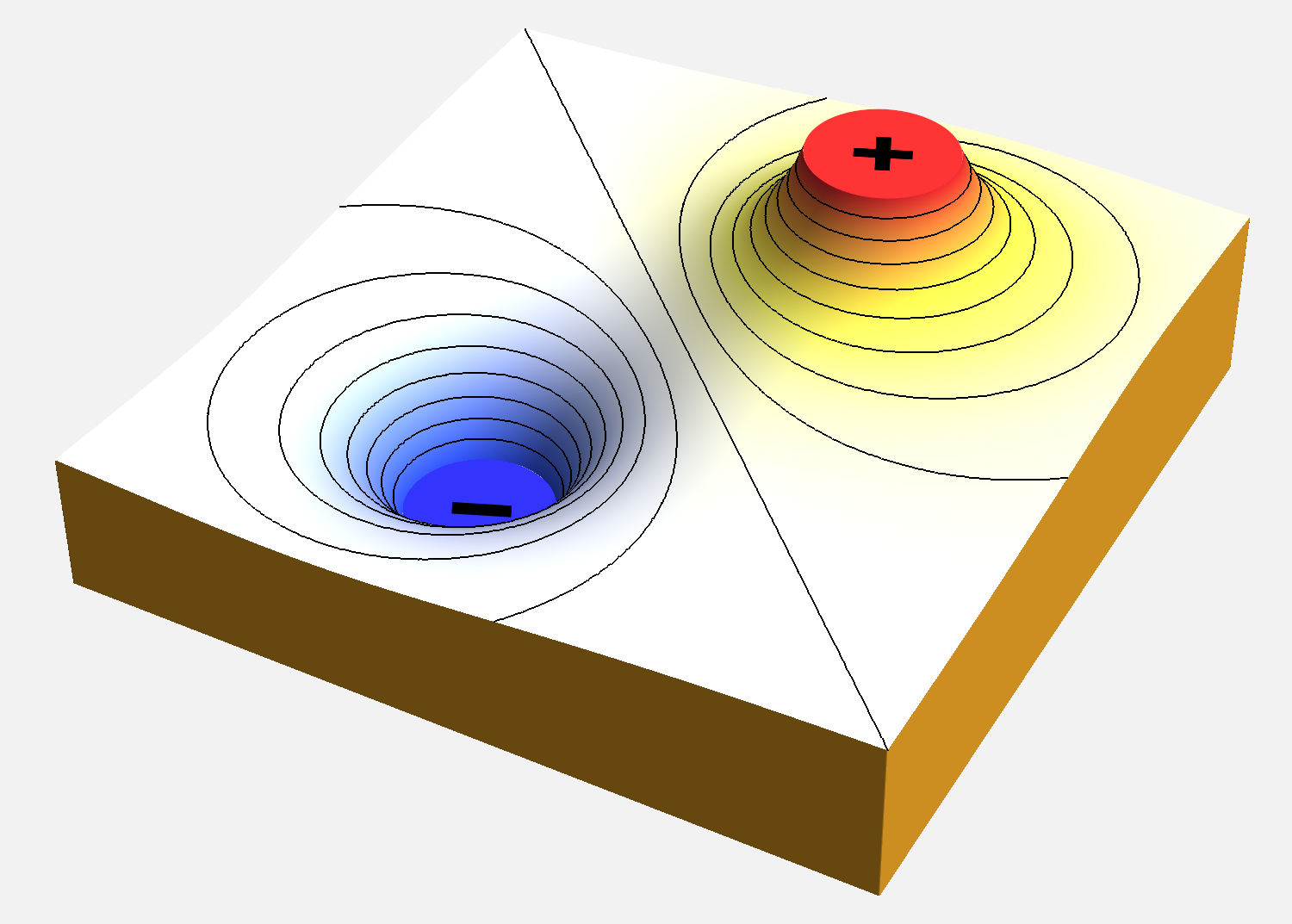
Potencjał dipola elektrycznego – wykres z zaznaczonymi poziomicami (izoliniami ekwipotencjalnymi)

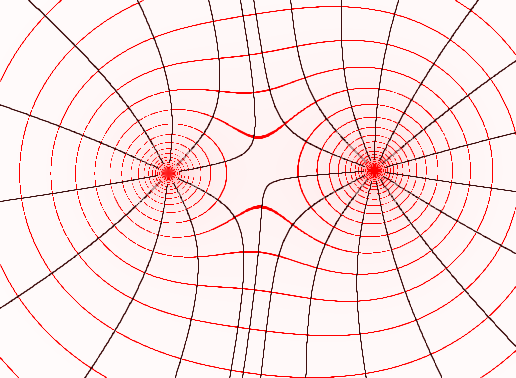
Pole dwóch ładunków odpychających się; linie pola zaznaczono na czarno, a linie ekwipotencjalne – na czerwono

Teoria potencjału – dział analizy matematycznej związany z teorią liniowych równań różniczkowych cząstkowych rzędu drugiego. Bada on głównie funkcje harmoniczne – rozwiązania równania Laplace’a, opisującego m.in. kulombowski potencjał elektrostatyczny i – w ramach teorii Newtona – potencjał grawitacyjny. Innymi słowy: teoria potencjału to teoria jąder laplasjanów i zagadnienia Dirichleta, na te potrzeby badająca też bardziej ogólne funkcje hiperharmoniczne. Korzysta ona z osiągnięć innych dziedzin analizy, np. teorii miary i teorii dystrybucji.
Teoria potencjału wyłoniła się w XIX w., właśnie w badaniach nad potencjałami pól fizycznych. Pracowali nad nią najwybitniejsi matematycy jak S.D. Poisson, C.F. Gauss, G.F.B. Riemann, J.H. Poincaré i D. Hilbert.